# Église des Saints-Anges de Buffalo
L'église des Saints-Anges (Holy Angels Church) est une église catholique de Buffalo aux États-Unis dans le comté d'Érié et l'État de New York. La paroisse est desservie par les oblats de Marie-Immaculée de 1851 à 2020. En 2020, l'église, le presbytère et le couvent sont rachetés par le collège D'Youville, qui est adjacent à l'église. Elle est de style néo-roman français.

## Historique

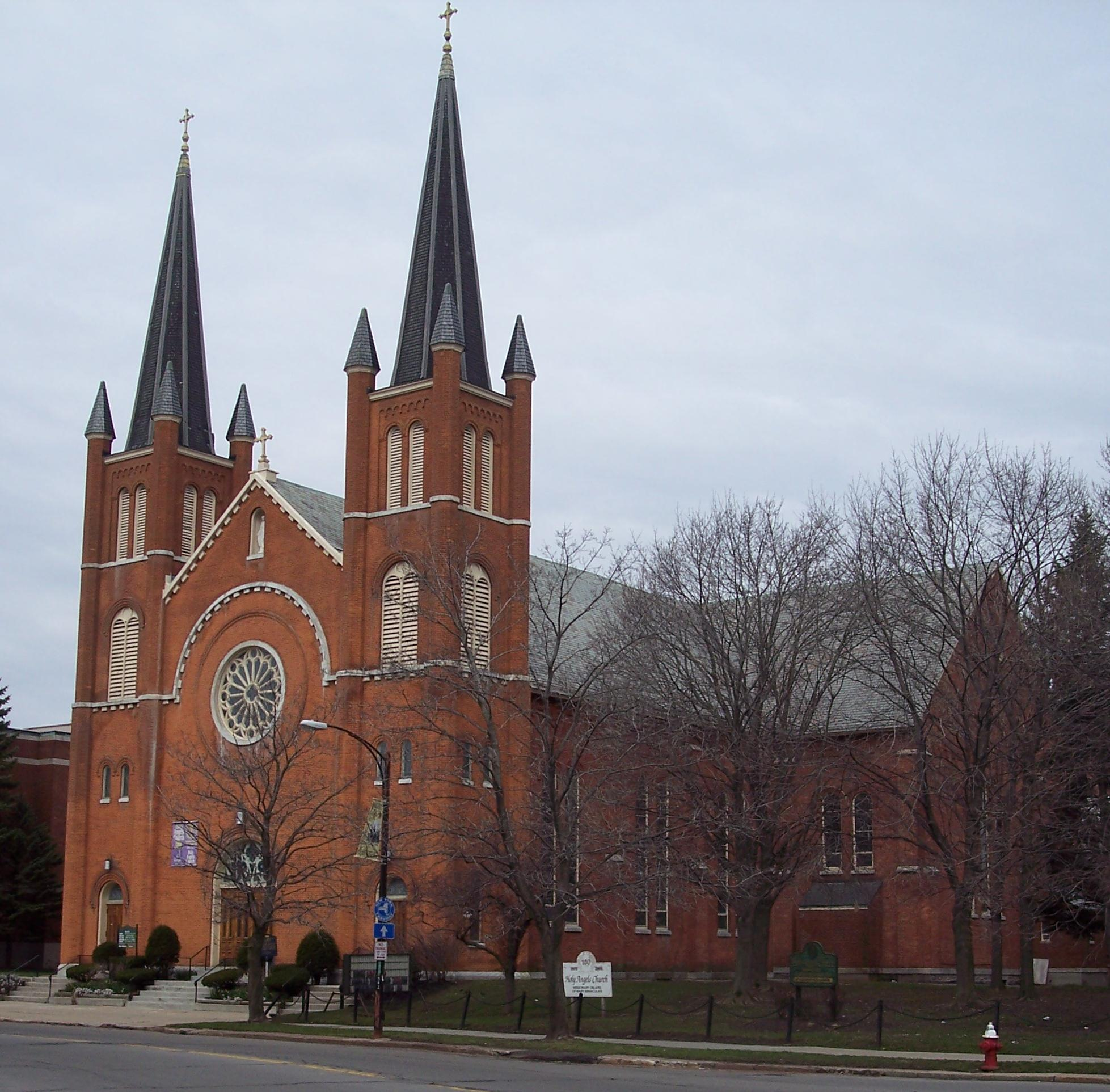
Façade de l'église en avril 2011

Les oblats de Marie-Immaculée arrivent dans le nouveau diocèse de Buffalo en 1851 à la demande de Mgr Timon, évêque de Buffalo. Ils y ouvrent un séminaire et un collège universitaire qui occupaient les locaux diocésains actuels de la cathédrale Saint-Joseph (Franklin Street). Un terrain est acquis en 1852 pour faire construire une nouvelle église. Les travaux débutent en 1856 et le nouvel édifice est consacré par Mgr Timon en 1859, bien qu'il ne soit pas terminé. Le chœur et le transept sont achevés en 1874-1875. Des autels latéraux de marbre sont installés en 1898, ainsi qu'un pavement de mosaïques et un chemin de croix de bois sculpté. Par la suite deux vitraux venant de chez Tiffany sont placés au-dessus du maître-autel. Ils avaient été présentés à l'exposition Pan-américaine qui se tint à Buffalo en 1901.
La paroisse a connu une période florissante entre 1959 et 1962 atteignant un maximum de fidèles. Les années 1970-1980 ont été celles du déclin.
L'église a fermé pour travaux de restaurations en 1986 et a été à nouveau consacrée en 1987.
L'église est adjacente au collège catholique D'Youville, nommé en l'honneur de sainte Marguerite d'Youville (1701-1771).
En 2020, le collège rachète l'église, le presbytère et le couvent pour un montant de 1,2 million de dollars US. La dernière messe est donnée en juillet 2020.